# 목 통증
경부 통증으로도 알려진 목 통증은 인구의 3분의 2가 일생의 어느 시점에서 목에서 통증을 경험하는 일반적인 문제이다.
목 통증은 목에서 느껴지지만 수많은 다른 척추 문제로 인해 발생할 수 있다. 목 통증은 목과 등 상부의 근육 긴장 또는 경추에서 나오는 신경의 꼬집음으로 인해 발생할 수 있다. 목의 관절 파열은 등 상부의 관절 파열과 마찬가지로 통증을 유발한다.
머리는 목 아래쪽과 등 위쪽에 의해 지지되며 일반적으로 목 통증을 유발하는 부위이다. 목의 위쪽 3개 관절은 목과 머리의 대부분의 움직임을 허용한다. 목의 아래쪽 관절과 등 위쪽의 관절은 머리가 앉을 수 있는 지지 구조를 만든다. 이 지지 시스템이 악영향을 받으면 해당 부위의 근육이 경직되어 목 통증을 유발한다.

## 감별 진단
목 통증은 혈관, 신경, 기도, 소화기 및 근육/골격을 포함한 목의 모든 구조에서 발생하거나 신체의 다른 영역과 연관될 수 있다.
목 통증의 주요 및 중증 원인(대략 중증도 순)은 다음과 같다.
- 경동맥 박리
- 급성 관상동맥 증후군으로 인한 연관통
- 두경부암
- 다음을 포함한 감염:
  - 특히 10대와 젊은 성인에서 갑자기 치료하지 않으면 치명적일 수 있는 심한 목이나 허리 통증의 갑작스러운 발병을 포함하여 여러 유형의 수막염
  - 인두후농양
  - 후두개염[3]
- 추간판 탈출증 – 디스크 가 튀어나오거나 부풀어 오르거나 심한 경우 탈출증 .
- 척추증 - 퇴행성 관절염 및 골극
- 척추관 협착증 – 척추관 이 좁아지는 것

보다 일반적이고 경미한 목 통증 원인은 다음과 같다.
- 스트레스 – 신체적, 정서적 스트레스
- 장시간의 자세 – 많은 사람들이 소파와 의자에서 잠을 자고 일어나면 목이 뻐근하다.
- 경미한 부상 및 낙상 – 자동차 사고, 스포츠 경기, 정말 경미한 일상적인 부상.
- 관련 통증 – 주로 등 상부 문제
- 과다 사용 – 근육 긴장은 가장 일반적인 원인 중 하나이다.
- 경추부염좌
- 신경근병증